# Hans Carl Artmann

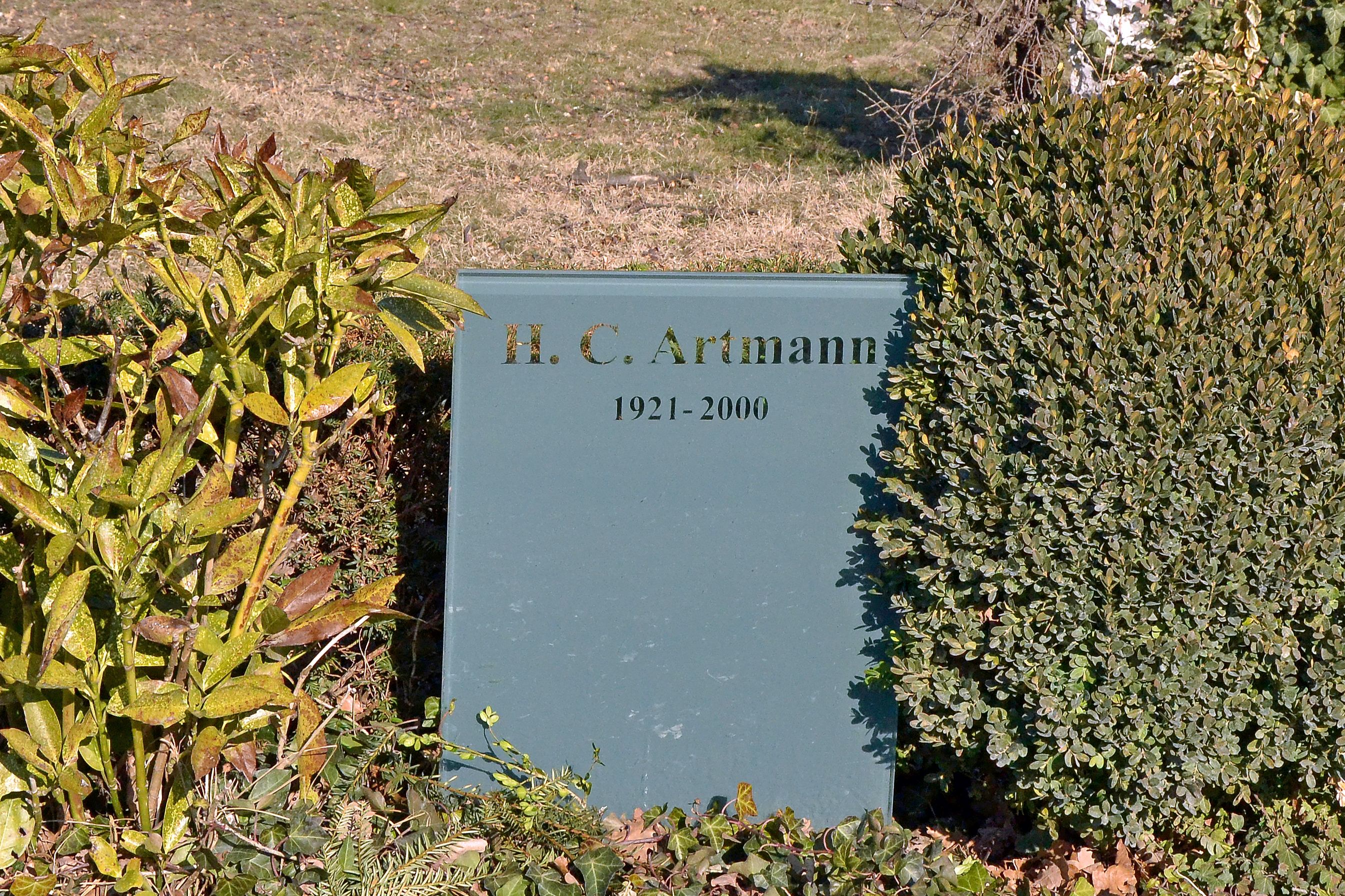
Hrob H. C. Artmanna ve Vídni (Urnenfriedhof Wien-Simmering)

Hans Carl Artmann (12. červen 1921, Vídeň-Breitensee – 4. prosinec 2000, Vídeň) byl rakouský lyrik a prozaik, autor experimentálních textů.

## Biografie
Studoval srovnávací jazykovědu a po roce 1952 se stal vůdčím představitelem tzv. vídeňské skupiny (Wiener Gruppe), tedy autorů, užívajících ve svých dílech rozličné jazykové experimenty a dráždivé gagy. Artmannova lyrika je zčásti psána vídeňským dialektem a lze z ní vyčíst inspiraci surrealismem i ostatními směry evropské avantgardy, zajímavý je však též vliv rakouské barokní poezie a vídeňské lidové frašky. Ondřej Cikán porovnává Artmanna ohledně jeho přístupu k citátům a barokní literatuře s Josefem Váchalem.
Svou rozsáhlou lyrickou tvorbu z 50. a 60. let shrnul Artmann do sbírky bělostný dopis z lincolnshiru (ein lilienweisser brief aus lincolnshire) z roku 1969, jeho experimentální prózy pak vyšly ve třech svazcích pod názvem Gramatika růží (Grammatik der Rosen) v roce 1979.
Hans Carl Artmann se roku 1972 oženil s rakouskou spisovatelkou Rosou Pockovou. Zemřel ve Vídni 4. prosince 2000 na srdeční selhání.

## Přehled děl v originále
- 1958 med ana schwoazzn dintn
- 1959 hosn rosn baa (napsáno s Friedrichem Achleitnerem a Gerhardem Rühmem)
- 1959 Von denen Husaren und anderen Seil-Tänzern (O husarech a dalších provazochodcích)
- 1959 das suchen nach dem gestrigen tag oder schnee auf einem heißen brotwecken (hledání včerejška aneb sníh na teplé šišce chleba)
- 1966 Grünverschlossene Botschaft (Poselství uzavřené v zelené)
- 1955 verbarium
- 1968 Frankenstein in Sussex, Fleiß und Industrie (Frankenstein v Sussexu, píle a průmysl)
- 1969 Die Anfangsbuchstaben der Flagge (Počáteční písmena vlajky - povídky)
- 1971 How much, Schatzi? (How much, miláčku?)
- 1972 Der aeronautische Sindtbart oder Seltsame Luftreise von Niedercalifornien nach Crain (Aeronautický Sindbád aneb Podivuhodný let z dolní Kalifornie do Crainu)
- 1972 Das im Walde verlorene Totem (V lese ztracený totem)
- 1974 Unter der Bedeckung eines Hutes (Pod ochranou klobouku)
- 1975 Aus meiner Botanisiertrommel (Z mého botanizujícího bubnu)
- 1978 Nachrichten aus Nord und Süd (Zprávy ze severu i jihu)
- 1982 Die Sonne war ein grünes Ei (Slunce bylo zelené vejce)
- 2005 Der Herr Nordwind (Pan Severní vítr)

### Přehled souborných vydání
- 1969 ein lilienweißer brief aus lincolnshire. gedichte aus 21 jahren. (bělostný dopis z lincolnshiru. básně z rozmezí 21 let)
- 1970 The Best of H.C. Artmann (To nejlepší z H. C. Artmanna)
- 1970 Grammatik der Rosen. Gesammelte Prosa. 3 svazky (Gramatika růží. Sebrané prózy.)
- 2003 Sämtliche Gedichte (Sebrané básně)

## České překlady
- Dracula, Dracula: velké verbarium. 1. vyd. Praha: Odeon, 1992. 230 S. Překlad: Josef Hiršal a Bohumila Grögerová (Pozn.: Jedná se o soubor vícero autorových děl)